# Liste der Kelurahan in der Provinz Kalimantan Utara
Diese Liste der Kelurahan in der Provinz Kalimantan Utara gibt den Einwohnerstand zum Jahresende 2022 (Semester II/2022) und 2023 (Semester II/2023) sowie den aktuellen Stand (Semester I/2024) für alle 15 Kelurahan (Dörfer städtischen Typs) der beiden Kabupaten Bulungan und Nunukan in der Provinz Kalimantan Utara wieder.
Neben der Fläche und den Einwohnerzahlen sind auch deren Zugehörigkeiten zu den beiden Kabupaten und den vier Kecamatan aufgeführt, ebenso die errechneten Ergebnisse der Bevölkerungsdichte (in Einw. je km²) sowie des Geschlechterverhältnisses (Sex Ratio). Als erste Spalte ist der Strukturcode des indonesischen Innenministeriums angegeben. Er gibt gleichfalls Aufschluss über die Zugehörigkeit der Dörfer zu den übergeordneten Verwaltungsebenen: Die ersten drei Zahlenpärchen werden durch Punkte getrennt und geben die Provinz, den Regierungsbezirk (Kabupaten) und den Distrikt (Kecamatan) an. Als letztes folgt nach einem weiteren Trennungspunkt der vierstellige „Dorfcode“ – wobei städtisch geprägte Kelurahan immer mit 1 und „normale“ (ländliche) Desa mit einer 2 beginnen. Die Statistikseiten von BPS (Badan Pusat Statistik) verwenden eine andere Nomenklatur, auf die hier nicht näher eingegangen werden soll, da sie nur bei den Volkszählungen Anwendung findet.
Nicht aufgeführt in dieser Liste sind die Kelurahan der autonomen Stadt Tarakan. Außer den Zensusergebnissen von 2020 (Spalte 5) stammen alle Daten der Fortschreibung durch die örtlichen Zivilregistrierungsbüros (Disdukcapil) der Provinz.
| Strukturcode  | Kecamatan              | Kelurahan         | Kabupaten       | Bevölkerung (s. o. ↑) | Bevölkerung (s. o. ↑) | Bevölkerung (s. o. ↑) | Bevölkerung zur Jahresmitte 2024 | Bevölkerung zur Jahresmitte 2024 | Bevölkerung zur Jahresmitte 2024 | Bevölkerung zur Jahresmitte 2024 | Bevölkerung zur Jahresmitte 2024 | Bevölkerung zur Jahresmitte 2024 |
| Strukturcode  | Kecamatan              | Kelurahan         | Kabupaten       | 2020                  | 2022                  | 2023                  | gesamt                           | männlich                         | weiblich                         | Fläche km²                       | Dichte (Einw./km²)               | Sex Ratio (M*100 / F)            |
| ------------- | ---------------------- | ----------------- | --------------- | --------------------- | --------------------- | --------------------- | -------------------------------- | -------------------------------- | -------------------------------- | -------------------------------- | -------------------------------- | -------------------------------- |
| 65.01.01.1001 | Tanjung Palas Hulu     | Tanjung Palas     | Kab. Bulungan00 | 1.537                 | 1.588                 | 1.621                 | 1.644                            | 839                              | 805                              | 3,33                             | 493,7                            | 104,22                           |
| 65.01.01.1002 | Tanjung Palas Tengah00 | Tanjung Palas     | Kab. Bulungan00 | 2.460                 | 2.497                 | 2.536                 | 2.530                            | 1.252                            | 1.278                            | 1,48                             | 1.709,5                          | 97,97                            |
| 65.01.01.1003 | Tanjung Palas Hilir    | Tanjung Palas     | Kab. Bulungan00 | 4.120                 | 4.067                 | 4.131                 | 4.190                            | 2.239                            | 1.951                            | 82,00                            | 51,1                             | 114,76                           |
| 65.01.01.1004 | Karang Anyar           | Tanjung Palas     | Kab. Bulungan00 | 1.111                 | 1.247                 | 1.328                 | 1.330                            | 695                              | 635                              | 0,74                             | 1.797,3                          | 109,45                           |
| 65.01.05.1001 | Tanjung Selor Hulu     | Tanjung Selor     | Kab. Bulungan00 | 5.627                 | 5.889                 | 5.932                 | 5.946                            | 3.060                            | 2.886                            | 4,10                             | 1.450,2                          | 106,03                           |
| 65.01.05.1002 | Tanjung Selor Hilir    | Tanjung Selor     | Kab. Bulungan00 | 30.184                | 32.637                | 34.247                | 34.809                           | 18.032                           | 16.777                           | 41,01                            | 848,8                            | 107,48                           |
| 65.01.05.1008 | Tanjung Selor Timur    | Tanjung Selor     | Kab. Bulungan00 | 5.897                 | 6.480                 | 6.669                 | 6.783                            | 3.558                            | 3.225                            | 23,67                            | 286,6                            | 110,33                           |
| 65.03.02.1001 | Nunukan Timur          | Nunukan           | Kab. Nunukan    | 18.502                | 23.698                | 24.014                | 24.204                           | 13.902                           | 10.302                           | 4,75                             | 5.095,6                          | 134,94                           |
| 65.03.02.1002 | Nunukan Barat          | Nunukan           | Kab. Nunukan    | 16.479                | 17.193                | 17.696                | 18.240                           | 9.518                            | 8.722                            | 571,10                           | 31,9                             | 109,13                           |
| 65.03.02.1003 | Nunukan Utara          | Nunukan           | Kab. Nunukan    | 8.049                 | 8.209                 | 8.471                 | 8.800                            | 4.587                            | 4.213                            | 137,06                           | 64,2                             | 108,88                           |
| 65.03.02.1005 | Nunukan Tengah         | Nunukan           | Kab. Nunukan    | 16.249                | 16.408                | 16.817                | 17.436                           | 8.904                            | 8.532                            | 1,79                             | 9.740,8                          | 104,36                           |
| 65.03.09.1001 | Selisun                | Nunukan Selatan00 | Kab. Nunukan    | 6.772                 | 7.085                 | 7.540                 | 7.853                            | 4.154                            | 3.699                            | 20,91                            | 375,6                            | 112,30                           |
| 65.03.09.1002 | Nunukan Selatan        | Nunukan Selatan00 | Kab. Nunukan    | 7.024                 | 7.550                 | 7.877                 | 8.094                            | 4.233                            | 3.861                            | 21,41                            | 378,0                            | 109,63                           |
| 65.03.09.1003 | Mansapa                | Nunukan Selatan00 | Kab. Nunukan    | 2.868                 | 3.130                 | 3.337                 | 3.454                            | 1.855                            | 1.599                            | 24,22                            | 142,6                            | 116,01                           |
| 65.03.09.1004 | Tanjung Harapan        | Nunukan Selatan00 | Kab. Nunukan    | 4.924                 | 5.978                 | 6.793                 | 7.146                            | 3.725                            | 3.421                            | 49,06                            | 145,7                            | 108,89                           |